# 中国—冰岛关系
中国—冰岛关系是指歷史上的中國和冰岛、以至中华人民共和国和冰岛之間的雙邊關係。經貿方面，中國是冰島在亞洲第一大、全球第七大的貿易夥伴，兩國之間有促進和相互保護投資協定；文化方面，中國和冰島約在20世紀50年代開始有民間的文化交流，而中國在冰島大學設有孔子學院。

## 歷史

### 1950年代至1970年代
1950至1957年，冰岛紧隨美国对中華人民共和國的政策，但冰岛與美國之間的關係在50年代因驻军問題而出現波折；冰岛在1956年由左翼政府掌權，其後中冰关系有所改善。中冰两国於1971年12月8日建交，此後两国关系稳定发展，在经贸、文化、教育和科研等领域均有合作。冰岛驻華大使馆是冰岛首所在亚洲的使馆；1971年，以蘇聯為首的76國投贊成票通過《聯合國大會2758號決議》，支持恢復中華人民共和國在聯合國組織中的權利，冰島為此76國之一。

### 1980年代至2010年代
2011年，中国富豪黄怒波被報導打算在冰岛购买面積約為300平方公里的私人土地，修建酒店和生态度假村，有西方媒体指黄此舉会让中国在冰岛得到「战略立足点」。按照冰岛法律，黄此舉須得政府批准；而冰岛政府內部意見分歧，外交部和工业部沒有反對，但内政部部长指黄所购买的土地面積太大，政府應慎重考虑。黃其後表示已放棄在冰岛購地的計劃。
2014年，美國有媒體指時任中國駐冰島大使的馬繼生伉儷為日本派出的間諜，已被中國相關部門逮捕，惟外交部並沒有證實有關消息。
英国广播公司有報道指出冰島對中國的地位「舉足輕重」。中国驻冰岛大使张卫东曾經指出，中方珍视與冰岛的传统友谊，视冰島为中國在欧洲「可以信赖」的「好朋友」和「好伙伴」，期望与該國共同努力发展雙方关系；時任冰島外長奧索·斯卡費丁松曾表示中國是冰島一向的「堅定支持者」，尊重作為小國的冰島。

### 2020年代至今
2021年，冰岛因新疆再教育营问题对中国官员进行制裁，中方为此对冰岛的相关人物进行了反制裁。
2021年12月8日，中国和冰岛建交50周年，中共中央总书记兼中国国家主席习近平同冰岛总统古德尼·约翰内森，中国国务院总理李克强同冰岛总理卡特琳·雅各布斯多蒂尔互致贺电并讨论了两国继续加深合作的议题。
2021年12月22日，中国国务委员兼外长王毅和冰岛外长吉尔法多蒂尔举行视频会晤。双方同意进一步深化两国在贸易、旅游、北极、可持续发展、气候变化等方面合作。同时冰岛表态支持和参加北京冬奥会。

## 经贸關係
2014年中旬，中冰两国在上一年签订的自由贸易协定开始生效，是中华人民共和国首份與歐洲國家簽訂的自貿協定。此协定對部分出口至中国的产品实施零关税政策；有外国企業指此為在冰岛设厂的原因之一，而有意見認為协定有助降低冰岛国内的物价，並有利冰島出口產品到中國。
中国是冰岛在亚洲第一大、全球第七大的贸易伙伴；两国於2010年雙邊贸易總额为1.12亿美元，其中中國到冰岛的出口總额約為7101万美元，冰岛到中國的出口總额約為4133万美元。中國到冰岛的出口產品有焦炭、服装、纺织品等，而冰岛到中國的出口產品90%為渔产品。自2020年5月起冰岛开辟直飞中国的货物航班，其中就包括海鲜产品。2023年中国外运开辟了宁波经比利时列日至冰岛的生鲜冷链国际货运航线。
中华人民共和国政府与冰岛設有促进和相互保护投资协定，以促进投资和加强两国之间的经贸合作；中國企业华为在冰岛设有办事处，而国家开发银行的青岛分行亦设有「挪威-冰岛工作组」。
中冰两国在地热能源有着合作。2006年6月中国石油化工集团子公司新星石油公司与冰岛恩莱克斯公司达成合作，合资组建陕西绿源公司推动地热能源商业化开发，双方也在2012年签署扩大合作的协议。

## 文化關係
中冰两国約在20世纪50年代开始有民间的文化交流，两国均曾在對方国家舉辦文化艺术相關的展覽。自1979年来，中華人民共和國曾多次派遣體育教练到冰島；2013年10月下旬，中国一批修讀冰岛语的学生翻译冰岛人約翰納斯訪問中國時撰寫的日記，並在北京外国语大学舉行發行仪式。
中國在冰島大學設有孔子學院，於2007年成立，現正向冰島大學商學院、以及當地部分小學和中學的學生提供中文課程；時任中國駐冰島大使馬繼生曾指該孔子学院为两国的友誼和文化交流作出了积极的贡献，增进了两国人民之間的沟通和了解。2009年，中國有145名留学生來自冰岛，中國在冰島則有15名留学生。

## 旅行

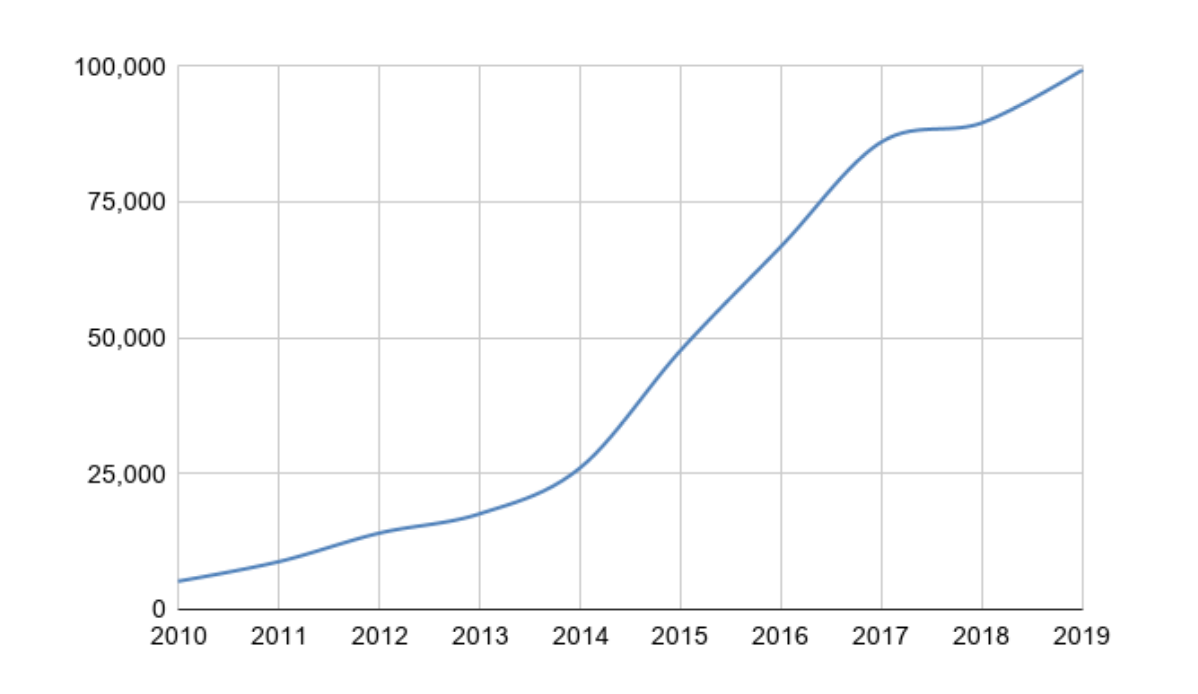
2010年至2019年中国大陆赴冰岛游客数量。

如中國公民欲前往冰岛，他們須要先於冰岛或丹麦驻华外交代表機構办理签证，惟持有香港护照或澳門护照者可免签证入境。如冰岛公民欲前往中國大陸，他們不論持有哪種護照，也可以經北京首都國際機場、上海虹橋國際機場、上海浦東國際機場、廣州白雲國際機場或成都雙流國際機場免签证入境，但只限逗留72小時或以下；欲前往香港或澳門的冰岛公民亦可免签证入境，但不得逗留超過90天。
中国与冰岛之間並沒有直飞航班，但兩国政府达成了民用航空运输协定。2019年吉祥航空曾计划于2020年3月新增上海经停赫尔辛基至雷克雅未克的航班，期间受新冠疫情影响暂缓，自2023年中国结束清零政策后恢复。